# Карроумор

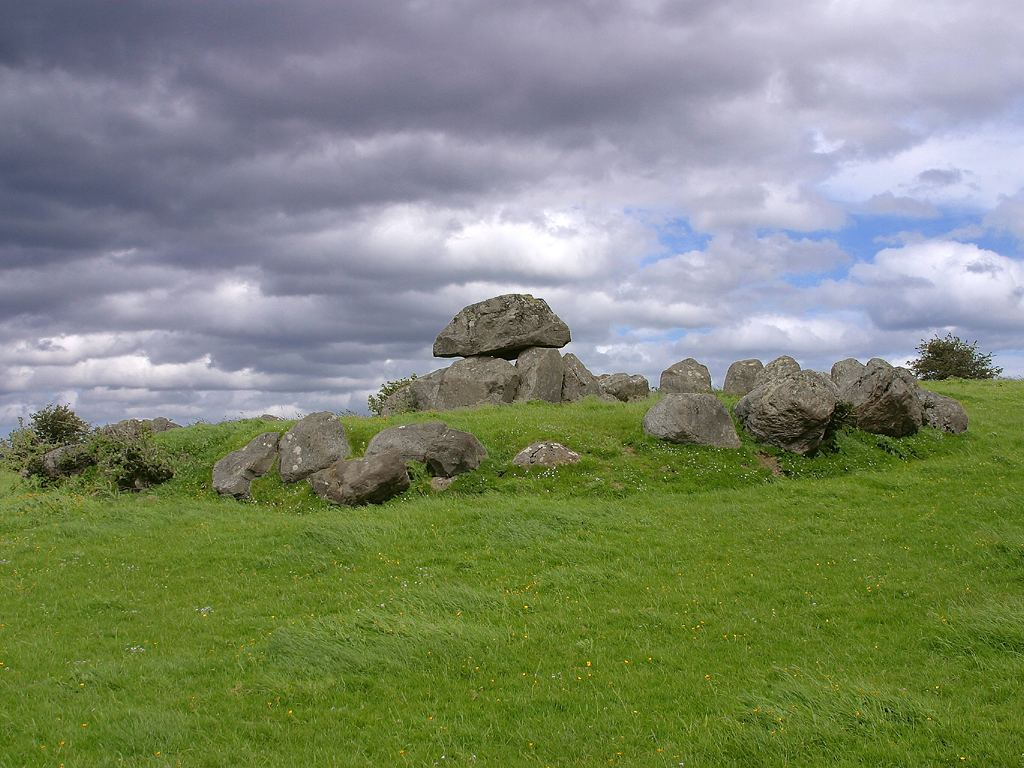
Гробница 7 в Карроуморе, типичный склеп, окруженный каменной оградой.

Карроумор (англ. Carrowmore, ирл. An Cheathrú Mhór) — доисторическое святилище в графстве Слайго на севере Ирландии. Одна из четырёх главных коридорных гробниц, мегалитических сооружений в Ирландии.
В настоящее время на месте можно видеть около 30 гробниц, остальные разрушены. Почти все они представляют собой дольмены, окруженные каменной оградой 12—15 м в диаметре. Малые гробницы окружают самый большой монумент комплекса — Листогил, диаметр которого 34 м. «Вход» в ограду малых гробниц обычно обращен к Листогилу.
Данные радиоуглеродного анализа, согласно которым, по меньшей мере, одной из гробниц более 7 тыс. лет, специалистами оспариваются. Предполагается, в частности, что материалы, взятые для исследования, старше самих гробниц. Остальные гробницы, в том числе Листогил, датируются периодом 4300—3500 гг. до н. э. и соответствуют эпохе неолита. Как Ньюгрейндж и другие подобные сооружения Ирландии, Карроумор является одним из древнейших мегалитических комплексов доисторической традиции Ирландии.

## Функция

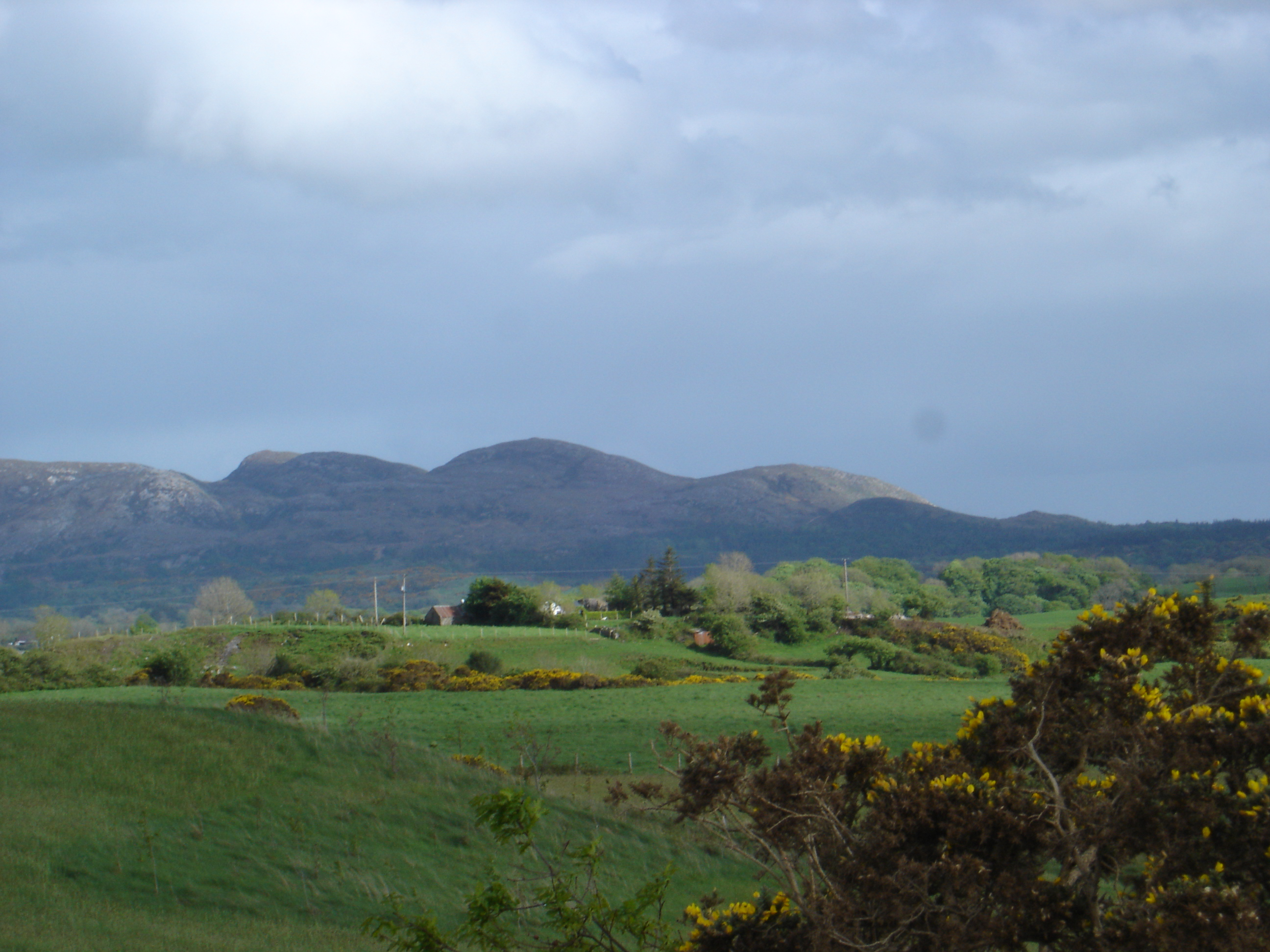
Вид из Карроумора на окрестные холмы. На вершине каждого находится мегалитическая гробница.

Все погребения Карроумора, кроме Листогила, представляют собой кремации, в то время как в центральном погребении Листогила была совершена ингумация. Тела перед погребением подвергали сложной обработке, включая отделение костей от плоти и их перезахоронение. В соответствии с древней ирландской традицией, в могилу вместе с останками были положены каменные или глиняные шары и иглы из оленьего рога с грибообразными головками. В некоторых гробницах и ямах поблизости от них найдено большое количество раковин.
Впоследствии часть гробниц была перестроена и использована повторно.
В отличие от Листогила, малые гробницы Карроумора, по-видимому, никогда не были закрыты ничем кроме собственной верхней плиты-«крыши». Над Листогилом дополнительно уложены булыжники из гнейса в виде каирна с плоским верхом, высота которого в настоящее время составляет 4 м. На поверхности среди прочих булыжников встречаются глыбы известняка, служащие отметками совершенных под ними позднейших погребений кремированных людей и животных.